# Murimuria
Na mitologia do Fiji, Murimuria faz parte do submundo. Quando uma pessoa morre, sua alma é julgada por Degei. Poucas delas vão para Burotu, o restante é jogado em um lago. Eles eventualmente afundam, Murimuria, e são recompensados e devidamente punidos.